# Петовићи
Петовићи (Петровићи) су насељено мјесто у општини Пале, Република Српска, БиХ.

## Становништво
| Демографија (Петровићи) (Петовићи) (Петовићи) (Петовићи) | Демографија (Петровићи) (Петовићи) (Петовићи) (Петовићи) | Демографија (Петровићи) (Петовићи) (Петовићи) (Петовићи) |
| Година                                                   | Становника                                               | Становника                                               |
| -------------------------------------------------------- | -------------------------------------------------------- | -------------------------------------------------------- |
| 1961.                                                    | 96                                                       |                                                          |
| 1971.                                                    | 89                                                       |                                                          |
| 1981.                                                    | 78                                                       |                                                          |
| 1991.                                                    | 51                                                       |                                                          |